# Hister katangensis
Hister katangensis är en skalbaggsart som beskrevs av Louis Burgeon 1939. Hister katangensis ingår i släktet Hister och familjen stumpbaggar. Inga underarter finns listade i Catalogue of Life.